# Gregory Petty
Gregory Charles Petty (Downers Grove, 5 giugno 1993) è un pallavolista statunitense, schiacciatore dell'Hurrikaani-Loimaa.

## Biografia
Figlio di Howard e Cheryl Petty, nasce a Downers Grove, nell'Illinois. Anche suo fratello Howard, detto Jay, è un pallavolista professionista; i due hanno anche giocato insieme nel 2012 e nel 2013 alla Lewis.

## Carriera

### Club
La carriera di Gregory Petty inizia nei tornei scolastici dell'Illinois, giocando per la Downers Grove NHS. Successivamente gioca a livello universitario, entrando a far parte della Lewis impegnata nella NCAA Division I, dove gioca dal 2012 al 2015, raggiungendo la finale nazionale durante il suo ultimo anno, venendo inoltre inserito nel sestetto ideale del torneo.
Nella stagione 2015-16 firma il suo primo contratto professionistico, approdando in Finlandia al LEKA, impegnato in Lentopallon Mestaruusliiga. Nella stagione seguente difende i colori del Pamvochaïkos, club della Volley League greca. Nel campionato 2017-18 viene ingaggiato in Francia dal Rennes, impegnato in Ligue A, infortunandosi nel corso del primo incontro dell'annata: resta sempre nel campionato francese e rientra in campo quindi nel campionato seguente, giocando però in Ligue B col Paris, col quale conquista la promozione in massima serie.
Nella stagione 2019-20 sigla un accordo con la formazione del Bühl, impegnata nella 1. Bundesliga tedesca, mentre nella stagione seguente è impegnato coi ciprioti del Pafiakos, in A' katīgoria, prima di approdare nell'annata 2021-22 agli spagnoli del Teruel, con cui partecipa alla Superliga de Voleibol Masculina. Nel campionato 2022-23 difende i colori dell'Akaa, tornando quindi in Lentopallon Mestaruusliiga, dove è di scena anche nel campionato seguente, con l'Hurrikaani-Loimaa, con il quale conquista lo scudetto.
Per l'annata 2024-25 si trasferisce in Repubblica Ceca ingaggiato dal Dukla Liberec in Extraliga.

### Nazionale
Fa parte della nazionale statunitense under 19, vincendo la medaglia di bronzo alla Coppa panamericana 2011, mentre con la nazionale under 21 vince la medaglia d'oro al campionato nordamericano 2012, dove viene premiato come miglior servizio.
Nell'estate 2016 fa il suo esordio in nazionale maggiore, in occasione della Coppa panamericana, dove viene premiato come miglior servizio. Successivamente conquista la medaglia d'argento alla NORCECA Champions Cup 2019.

## Palmarès

### Club
- Campionato finlandese: 1

2023-24

### Nazionale (competizioni minori)
- Coppa panamericana under 19 2011
- Campionato nordamericano under 21 2012
- NORCECA Champions Cup 2019

### Premi individuali
- 2012 - All-America Second Team
- 2012 - Campionato nordamericano under 21: Miglior servizio
- 2015 - NCAA Division I: Stanford National All-Tournament Team
- 2016 - Coppa panamericana: Miglior servizio